# Escobaria dasyacantha
Escobaria dasyacantha är en kaktusväxtart som först beskrevs av Georg George Engelmann, och fick sitt nu gällande namn av Nathaniel Lord Britton och Joseph Nelson Rose. Escobaria dasyacantha ingår i släktet Escobaria och familjen kaktusväxter.

## Underarter
Arten delas in i följande underarter:
- E. d. chaffeyi
- E. d. dasyacantha